# Nikolai Kossjakow
Nikolai Kossjakow (russisch Николай Косяков; * in Taganrog) ist ein ehemaliger sowjetischer Radrennfahrer.

## Sportliche Laufbahn
Kossjakow war im Straßenradsport aktiv. Er startete in der ehemaligen Sowjetunion in der Nationalmannschaft. 1985 siegte er im irischen Etappenrennen Rás Tailteann. 1982 startete er in der Tour de l’Avenir und belegte den 21. Gesamtrang. 
Bei den Straßenradsport-Weltmeisterschaften 1983 wurde er 13. im Rennen der Amateure und war damit bester Fahrer der Sowjetunion. Im Grand Prix Guillaume Tell 1983 kam er auf den 6. Platz und gewann eine Etappe. Die Vuelta a España 1985 bestritt er mit der sowjetischen Nationalmannschaft, die mit einer Sondergenehmigung der Union Cycliste Internationale (UCI) an dem Etappenrennen teilnehmen konnte.